# DLsiteアワード
DLsiteアワード（ディーエルサイトアワード、DLsite Award）は、DLsiteが毎年開催している賞。

## 概要
初回は2020年12月16日から2021年1月4日まで行われるユーザー投票によって受賞作品が決定されることが告知され、2021年1月28日に結果が発表された。対象作品は1月1日から12月31日までに配信された作品で、推薦にはDLsiteのアカウントが必要となる。投票はTwitterで行われる。
2024年に行われた「DLsiteアワード 2023」では、25,883人が投票に参加した。
ASMRに特化した「DLsite ASMRアワード」も同時開催され、初回は周防パトラが「ASMR オブ・ザ・イヤー」を受賞した。

## 結果

### 2020年

#### 美少女ゲーム部門

##### ベストオブシコいゲーム賞
- ドーナドーナ いっしょにわるいことをしよう（英語版）
- 美少女万華鏡 -理と迷宮の少女-
- Nightmare×sisters 〜淫獄のサクリファイス〜
- パパ活あやちゃんと種付けおじさん
- ココロネ=ペンデュラム！

#### 成年コミック部門

##### ジャケ買い賞
- 石棺封淫 ～艶媚な石像に貶されし勇者一族～ 第1話（キルタイムコミュニケーション、もう）
- らぶみー（文苑堂、きょくちょ）
- この子孕ませてもいいですか?（茜新社、あいらんどう）
- エキドナ様のひまつぶし（ジーウォーク、霧咲白狐）
- アザトメイキング（ワニマガジン社、みちきんぐ）

##### 電車の中でギリギリ読めるエロマンガオブザイヤー
- TR逆痴漢専用車両（ティーアイネット、史鬼匠人）
- アオラブ（茜新社、大空若葉）
- おもちかえり（ワニマガジン社、楝蛙）
- 性欲群青（文苑堂、鉢本）
- べろまん 2（茜新社、べろせ）

##### 感情が揺さぶられて抜くどころじゃなくなったで賞
- 百合の蕾に唇触れて（文苑堂、syou）
- 永世流転（茜新社、黒青郎君）
- めしべとめしべ（茜新社、白玉もち）
- 孤独のカルテ（ワニマガジン社、サバイバル刃 ）
- 別冊コミックアンリアル 人間牧場編デジタル版Vol.10（キルタイムコミュニケーション）

##### 転生したら絶対この世界にイキたいエロマンガ賞
- 異世界ハーレムパラダイス▽ 上（ティーアイネット、赤月みゅうと）
- おねえちゃんたいむ（茜新社、森島コン）
- 色欲INFINITE（コアマガジン、水龍敬）
- LOVEぷち穴（コアマガジン、田辺京）
- 私が全裸になった理由（ワニマガジン社、ぐりえるも）

#### 同人ゲーム部門

##### 同人ゲームオブ・ザ・イヤー
- 魔法少女セレスフォニア[6]
- ミッションマーメイデン-ハスミと深海の姉妹-
- 卵の鍵

##### 夢中になったゲーム賞
- ゴブリンの巣穴
- ダンジョンズレギオン-魔王に捧ぐ乙女の肢体- Ver.1.3.2
- アドゥスタ海の孤島
- 姫ヶ島は心夏びより～愛慾と嬉遊の夏物語～

- Pray Game
- MECHANICA――うさぎと水星のバラッド――
- 三枚のおふだ 鼎 コドクの妖己
- 神隠し しょぅじょ贄

##### サプライズゲーム賞
- 夏色のコワレモノ
- 妻獲り迷宮~シェラリィドの異種姦終身刑~[7]
- 悪魔の石板と呪いの犬姫
- ヴィルネーメレト
- 駆錬輝晶 クォルタ アメテュス EG

#### 同人音声部門

##### 音声作品ゲームオブ・ザ・イヤー
- 悪魔娘が最高に癒すのでものすごく眠れる(耳かき・囁き・マッサージ・泡オイル)[8]

#### 同人マンガCG部門

##### マイ・ベスト・マンガ賞
- 催眠性指導 総集編
- うちには幽霊さんがいます よこれんぼ編
- おしかけ!爆乳ギャルハーレム性活
- うちには幽霊さんがいます かくれんぼ編
- 呪いの指輪でゲームオーバー

##### マイ・ベスト・CGイラスト集賞
- 子産み島～週7で産めるメスたち～
- デリヘルでみつけたドM天使
- 催眠動画で生いき生主が生イキする生放送～自宅・学校編～
- 無口な黒瀬さんは俺らのいいなり。ー学校生活編ー
- 夏の終わりの告白～幼馴染、園城雫の場合～

### 2021年

#### 全年齢同人ゲームオブ・ザ・イヤー
- 東方虹龍洞 〜 Unconnected Marketeers.

#### あなたのおすすめ音声作成ソフト賞
- 琴葉茜・葵
- 結月ゆかり

#### 成年コミック部門

##### ジャケ買い賞
- プロトタイプロリータ（茜新社、40010試作型）
- ヒプノアプリ×タイムストップファンタジア（キルタイムコミュニケーション、煌野一人）
- モテアソビ～常識改変学園～（ワニマガジン社、背徳漢）
- 好きにしていーよ（茜新社、暮林あさ美）
- 百合不純交遊（キルタイムコミュニケーション、長代ルージュ）

##### 電車の中でギリギリ読めるエロマンガオブザイヤー
- 歌のお姉さんだってHしたい～こんな顔、TVの前のみんなには見せられないよ… 1（スクリーモ、ギリギリ舞）
- 新人ちゃんのアルバイト（文苑堂、LOLICEPT）
- おなかにいっぱい、あやかしの種（松文館、佐藤沙緒理）
- 丹（ジーオーティー、幾花にいろ）
- 幼なじみで恋人の彼女とシたいことぜんぶ（ジーオーティー、たかしな浅妃）

##### 感情が揺さぶられて抜くどころじゃなくなったで賞
- キミとシたいお姉さん（ワニマガジン社、蒼井ミハル）
- 地下30ｍの蜜月を…（エンジェル出版、彩画堂）
- 長寿戯画（茜新社、びんせん）
- 煌装閃姫クリスティア（キルタイムコミュニケーション、chaccu）
- 性のマモノ（ワニマガジン社、flanvia）

##### 転生したら絶対この世界にイキたいエロマンガ賞
- 一昼夜（ワニマガジン社、昼寝）
- メス・イズ・オールマゾ（エンジェル出版、chin）
- 愛しき我が家（茜新社、源五郎）
- エルフハーレム物語（ティーアイネット、三船誠二郎  ）
- びんかんflavor（文苑堂、fu-ta）

### 2022年

#### PCソフト部門
- 終のステラ
- グリザイア：ファントムトリガー Vol.8
- VOICEPEAK
- CeVIO AI すずきつづみ トークボイス

#### 成年コミック部門
- この恋に気づいて（ジーオーティー、だにまる）
- おもちゃの人生（茜新社、野際かえで）
- じぇいえす学援～生徒を買う教師達～（ヒット出版社、しょうさん坊主）
- 不完全マーブル（ワニマガジン社、きい）
- 少女は絶対犯される～学級レイプ日誌～（ティーアイネット、干支門三十四）
- 孕ませ!幸せ母娘丼!（ティーアイネット、黒糖ニッケ・白崎カル）

#### 同人部門

##### DLsiteアワード総合TOP3
1. 妹!せいかつ～ファンタジー～
2. 淫習のカクリヨ村～メスバレ厳禁モラトリアム～
3. 魔女は復讐の夜に

#### ゲーム部門
- イハナシの魔女[9]

### 2023年

#### PCソフト部門

##### ユーザー推薦賞
- GINKA（フロントウイング）

#### 男性向け同人部門

##### ユーザー推薦賞
- 出会って4光年で合体（太ったおばさん）

#### 成年コミック部門

##### ユーザー推薦賞
- 即堕ちロリババア（すみやお、茜新社）
- インモラルーティーン（あるぷ、文苑堂）
- 処女がサカっちゃだめですか?（どじろー、ワニマガジン社）

##### DLsite特別賞
- いいけど、ナイショね。（宮元一佐、茜新社）
- びんかんMelty（fu-ta 、文苑堂）
- 今夜めちゃくちゃになったら（星井情、ワニマガジン社）

## 評価
稀見理都は、今までエロマンガアワード的な賞は少なかったと述べ、DLsiteアワードについて、ジャンル全体を盛り上げる動きだとして好意的な見解を示した。